# Кривоносов Микола Олександрович
Микола Олександрович Кривоносов (нар. 21 квітня 1983) — український футбольний арбітр.

## Життєпис
Український спеціаліст у галузі футболу та фінансів, народився 21 квітня 1983 року в Києві. Відомий як арбітр Української Прем'єр-ліги та FIFA. Має вищу освіту з міжнародної економіки та правознавства. Займав важливі посади у страховій сфері та банківському секторі. Володар нагород за внесок у розвиток футболу в Україні.Закінчив Міжрегіональну Академію управління персоналом. 

## Освіта
Здобув високу освіту в двох важливих галузях: магістерські ступені з міжнародної економіки та правознавства в Національній академії управління персоналом та Національній академії внутрішніх справ України. 
Також продовжував свій розвиток з європейської інтеграції та отримав MBA в Міжнародному інституті бізнесу з виконавчим спрямуванням.

## Кар'єра
Займав керівні посади в страховій компанії, банківському секторі та власницьких підприємствах, де активно впроваджував стратегії зниження ризиків та підвищення ефективності управління.

## Футбольна Кар'єра
Кар'єру арбітра розпочав 2002 року. Спочатку обслуговував матчі регіональних змагань, а з 2003 року — поєдинки ДЮФЛУ та аматорського чемпіонаті України. 
З 2007 року працює на професіональних змаганнях, спочатку на матчах Другої ліги України, а згодом — на матчах Першої ліги України.
З 2011 по 2020 рік обслуговував матчі Прем'єр-ліги України (24 поєдинки).
7 жовтня 2018 року у матчі Прем'єр-ліги між донецьким «Шахтарем» та луганською «Зорею» невдало ухилився від м'яча, внаслідок чого отримав травму, був змушений завчасно покинути поле, та був замінений четвертим арбітром.
Арбітр ФІФА з 2018 по 2020.

## Нагороди
Відзначений за свої досягнення та внесок у спортові справи, зокрема за кращий арбітраж в Українській Прем'єр-лізі в сезонах 2011-2012, 2012-2013 та 2013-2014.
За вагомий внесок у розвиток футболу в Україні отримав почесну грамоту від Міністерства Молоді та Спорту України та подяку від Голови Верховної Ради за внесок у соціально-економічний та культурно-освітній розвиток держави.

## Особисте життя
Кривоносов є сімейним чоловіком, одружений та виховує сина. Його особисте життя відображає його здатність балансувати кар'єру та сімейні цінності, показуючи високий рівень відданості і відповідальності у всіх аспектах свого життя.